# Bill McGarry
William Harry „Bill” McGarry (ur. 10 czerwca 1927 w Stoke-on-Trent – zm. 15 marca 2005) – angielski piłkarz występujący podczas kariery na pozycji pomocnika.

## Kariera klubowa
Bill McGarry piłkarską rozpoczął w trzecioligowym Port Vale w 1945. W 1951 przeszedł do pierwszoligowego Huddersfield Town. Z Huddersfield w 1952 spadł z Division One, by po roku powrócić do niej. W 1956 po raz drugi spadł do Division Two. W 1961 przeszedł do trzecioligowego Bournemouth, gdzie przez dwa kolejne był grającym trenerem.
| Sezon   | Klub                   | Kraj   | Rozgrywki      | Mecze | Bramki |
| ------- | ---------------------- | ------ | -------------- | ----- | ------ |
| 1946/47 | Port Vale F.C.         | Anglia | Division Three | 7     | 0      |
| 1947/48 | Port Vale F.C.         | Anglia | Division Three | 26    | 1      |
| 1948/49 | Port Vale F.C.         | Anglia | Division Three | 40    | 1      |
| 1949/50 | Port Vale F.C.         | Anglia | Division Three | 42    | 1      |
| 1950/51 | Port Vale F.C.         | Anglia | Division Three | 31    | 2      |
| 1950/51 | Huddersfield Town F.C. | Anglia | Division One   | 10    | 0      |
| 1951/52 | Huddersfield Town F.C. | Anglia | Division One   | 42    | 2      |
| 1952/53 | Huddersfield Town F.C. | Anglia | Division Two   | 42    | 1      |
| 1953/54 | Huddersfield Town F.C. | Anglia | Division One   | 42    | 4      |
| 1954/55 | Huddersfield Town F.C. | Anglia | Division One   | 32    | 4      |
| 1955/56 | Huddersfield Town F.C. | Anglia | Division One   | 40    | 4      |
| 1956/57 | Huddersfield Town F.C. | Anglia | Division Two   | 35    | 2      |
| 1957/58 | Huddersfield Town F.C. | Anglia | Division Two   | 34    | 6      |
| 1958/59 | Huddersfield Town F.C. | Anglia | Division Two   | 35    | 4      |
| 1959/60 | Huddersfield Town F.C. | Anglia | Division Two   | 35    | 0      |
| 1960/61 | Huddersfield Town F.C. | Anglia | Division Two   | 19    | 1      |
| 1960/61 | A.F.C. Bournemouth     | Anglia | Division Three | 8     | 0      |
| 1961/62 | A.F.C. Bournemouth     | Anglia | Division Three | 38    | 2      |
| 1962/63 | A.F.C. Bournemouth     | Anglia | Division Three | 32    | 0      |

## Kariera reprezentacyjna
W reprezentacji Anglii McGarry zadebiutował 20 czerwca 1954 w wygranym 2-0 meczu eliminacji mistrzostw świata ze Szwajcarią. Na turnieju w Szwajcarii wystąpił jeszcze w meczu z Urugwajem. Ostatni raz w reprezentacji wystąpił 22 października 1955 w przegranym 1-2 meczu British Home Championship z reprezentacją Walii. Ogółem McGarry rozegrał w reprezentacji 4 spotkania.
| Mecze i gole w reprezentacji | Mecze i gole w reprezentacji | Mecze i gole w reprezentacji | Mecze i gole w reprezentacji | Mecze i gole w reprezentacji | Mecze i gole w reprezentacji | Mecze i gole w reprezentacji |
| #                            | Data                         | Miasto                       | Przeciwnik                   | Gol                          | Wynik                        |                              |
| ---------------------------- | ---------------------------- | ---------------------------- | ---------------------------- | ---------------------------- | ---------------------------- | ---------------------------- |
| 1.                           | 20.06.1954                   | Berno                        | Szwajcaria                   |                              | 2:0                          | Mundial 1954                 |
| 2.                           | 26.06.1954                   | Bazylea                      | Urugwaj                      |                              | 2:4                          | Mundial 1954                 |
| 3.                           | 02.10.1955                   | Kopenhaga                    | Dania                        |                              | 5:1                          | towarzyski                   |
| 4.                           | 22.10.1955                   | Cardiff                      | Walia                        |                              | 1:2                          | British Home Championship    |

## Kariera trenerska
Jeszcze jako zawodnik McGarry został trenerem w trzecioligowym Bournemouth. Po pracy Watford w 1964 został trenerem Ipswich Town, z którym w 1968 awansował do Division One. Kilka miesięcy później został trenerem Wolverhampton Wanderers. Z Wilkami dotarł do finału Pucharu UEFA w 1972 oraz zdobył Puchar Ligi Angielskiej w 1974. W latach 1976–1977 był selekcjonerem reprezentacji Arabii Saudyjskiej, by w 1977 powrócić do Anglii i przez kolejne lata prowadzić Newcastle United. W pierwszej połowie lat 80. McGarry pracował w Zambii, gdzie prowadził Power Dynamos oraz tamtejszą reprezentację. Karierę trenerską zakończył w 1985 jako trener Wolverhampton Wanderers.